# Куб (мультфильм)
«Куб» — советский мультфильм, выпущенный в 1988 году киностудией Беларусьфильм.

## Сюжет
Мультфильм памяти художника Юниса Сандгазина (1940—1967). Основан на его карандашных рисунках.

## Съёмочная группа
| Режиссёр-постановщик | Олег Белоусов              |
| Автор сценария       | Олег Белоусов              |
| Оператор-постановщик | Михаил Комов               |
| Художник-постановщик | Вячеслав Тарасов           |
| Композитор           | Андрей Леденёв             |
| Звукооператор        | Сергей Чупров              |
| Аниматор             | Валерий Козлов             |
| Художники            | Влада Кириенко, А. Казаков |
| Ассистент режиссёра  | Л. Лукашенко               |
| Монтаж               | С. Аксёнова                |
| Редактор             | С. Булыга                  |
| Директор             | Леонарда Зубенко           |

## Цитата
«Никто не видел и работ Юниса.
Они ждут своего часа. Ждут, когда люди станут добрыми, когда научатся сопереживать слабым, когда перестанут бояться грубой и жестокой силы, когда научатся понимать, что прекрасное бывает непонятно только тем, кто не умеет любить, не умеет прощать, кто жесток и зол.
Такое было время. Юнис родился и жил слишком близко к испепеляющему огню бездуховности. Я вспоминал о нём в Москве на выставке „Советское искусство 30-40-х годов“, когда пытался проследить, где кончается замечательный и тончайший колорист Ефанов и, где начинается Ефанов „эпических“ полотен типа — „Сталин и Ворошилов у постели больного Горького“. Момента превращения я не нашёл. Как будто жил один художник и умер. Откуда-то появился совсем другой с той же фамилией, но с растерзанной, испоганенной, изнасилованной душой.
Юнис Сандгазин — продавать душу не захотел.
Он выбрал свой путь»
— Олег Белоусов. «Глаза в глаза (Юнис Сандгазин. Штрихи к портрету)». Архивировано 18 декабря 2014 года.